# Theodor Ahrenberg
 (octobre 2018).
Si vous disposez d'ouvrages ou d'articles de référence ou si vous connaissez des sites web de qualité traitant du thème abordé ici, merci de compléter l'article en donnant les références utiles à sa vérifiabilité et en les liant à la section « Notes et références ».
Theodor “Teto” Ahrenberg, né le 2 mars 1912 à Göteborg en Suède et mort le 21 juin 1989 en Suisse, était un collectionneur d’art. Son importante collection comprenait des œuvres d’artistes aussi influents et divers que Pablo Picasso, Henri Matisse, Marc Chagall, Le Corbusier, Olle Bærtling, Sam Francis, Mark Tobey, Christo, Lucio Fontana, Tadeusz Kantor, Enrico Baj, Jean Tinguely ou Niki de Saint Phalle. Parmi les chefs-d’œuvre de sa collection se trouvaient deux versions d’Apollo de Matisse (1953), Nu dans un rocking chair de Picasso (1956) et Les mariés sous le baldaquin de Chagall (1949).

## Biographie

### Premières années et carrière
Theodor Ahrenberg, fils de Ossian Ahrenberg, armateur et propriétaire de Th. Ahrenberg Rederi (La compagnie maritime Th. Ahrenberg), et de Naëma Ahrenberg (née Wijkander), a grandi à Göteborg, dans la demeure familiale au 14, Viktor Rydbergsgatan. À cause de résultats scolaires relativement moyens, Theodor Ahrenberg est retiré de son école, la Högre Samskola, par son père, et commence à travailler dans le transport de marchandises à Stettin, Hambourg et Newcastle. Theodor Ahrenberg décrira plus tard cette expérience comme une préparation importante pour sa carrière de collectionneur : « Il fallait être clairvoyant, prudent, et audacieux, tout en même temps… Et il fallait réussir, tout simplement. C’est ce qui faisait le charme de ce métier et dans mon cas, on pourrait dire que ces qualités de réflexion et cette audace… m’ont marqué, et qu’elles m’ont guidé plus tard dans le monde de l’art. » En 1939-40 Theodor Ahrenberg s’engage comme volontaire parmi les forces suédoises pour combattre la Finlande dans la guerre contre la Russie. Il reçoit les honneurs militaires.
Il retourne à Götenborg, puis à la suite du déclin de la compagnie maritime Th.Ahrenberg, il s’installe à Stockholm pour poursuivre sa carrière. Il travaille d’abord à l’inventaire des barils pour Nynäs Petroleum, puis occupe un poste plus qualifié à la Commission du commerce et de l’industrie, avant de se lancer dans une carrière de directeur exécutif à la Fédération économique du gaz et du coke (GOKEF).

### La collection d'art commence
Lors de ses voyages d’affaires à travers l’Europe pour la GOFEK, à la fin des années 1940, Theodor Ahrenberg découvre sa passion pour l’art moderne et commence à collectionner, avec une prédilection pour les estampes, notamment celles de Picasso. Dès cette époque, il réunit l’une des plus vastes collections privées européennes consacrées à l’art occidental du XXe siècle.
Au début des années 1950, Agnès Widlund (1910-2005), créatrice et directrice de la galerie Samlaren, sise 1, Birger Jarlsgatan, à Stockholm, commence à conseiller Theodor Ahrenberg pour sa collection. Grâce aux conseils de Widlund, la collection s’élargit aux œuvres de Matisse, Chagall, Le Corbusier, Georges Braque et Georges Rouault. Widlund organise pour Theodor Ahrenberg des visites dans les ateliers d’artistes, notamment Picasso, Matisse, Chagall et Le Corbusier, inaugurant cette passion poursuivie toute sa vie par Theodor Ahrenberg pour la rencontre avec les artistes, et pour l’acquisition de leurs œuvres en direct. 

### Relation avec l’établissement d’art suédois
Theodor Ahrenberg devient une figure centrale dans les cercles d’art suédois et européens et est titulaire de nombreux titres dont celui de secrétaire de l’Association Tessin. Il est en outre membre du bureau de nombreuses associations d’art dont les amis du Nationalmuseum, les amis du Moderna Museet ou Aspect. Il se consacre à l’amélioration des conditions de vie des étudiants en art et des jeunes artistes, notamment à travers son discours controversé intitulé “La pauvreté de l’art dans l’État-providence”, qu’il tient lors d’une réunion publique de l’association Aspect à l’Académie des Beaux-Arts de Stockholm, le 3 septembre 1959. Dans cette tribune, il réclame à l’État plus de moyens pour les artistes et les institutions artistiques et critique le directeur du Nationalmuseum de Stockholm Carl Nordenfalk (1907–92) pour son approche trop timorée du financement. Ce faisant Theodor Ahrenberg entre en conflit avec les institutions conservatrices de Suède, en particulier dans les domaines de la finance.

### Le Musée Ahrenberg par Le Corbusier
Ces différends, notamment avec Nordenfalk, qui rejeta la proposition faite par Ahrenberg en décembre 1959, de mettre sa collection en dépôt au Nationalmuseum ou dans une autre institution suédoise, poussent Theodor Ahrenberg à concevoir son propre lieu d’exposition à Stockholm, le Palais Ahrenberg ou Musée Ahrenberg. En 1961, Le Corbusier, dont Ahrenberg était proche, accepte de concevoir le projet. Les plans sont rendus publics en 1962, mais le musée n'a jamais été construit. Le Corbusier s’inspire pour ce projet d’un dessin qu’il avait réalisé deux ans auparavant pour un projet similaire à Tokyo et qui sera finalement réalisé en 1964 pour le Centre Heidi Weber à Zurich, plus connu sous le nom de « Centre Le Corbusier ». Une maquette du musée Ahrenberg, basé sur les plans originaux de Le Corbusier, y est conservée depuis 2005.

### Perte de la collection et déménagement en Suisse
Le musée Ahrenberg n'a toutefois jamais été construit car l'État suédois a engagé des poursuites contre Theodor Ahrenberg. Dans des conditions controversées, la collection Ahrenberg est confisquée par l'État et dispersée dès 1963 dans plusieurs ventes aux enchères. Theodor Ahrenberg et sa seconde épouse Ulla (née Frisell en 1931) et leurs quatre enfants s'installèrent ensuite dans la maison Le Rocher à Chexbres, Suisse au nord du lac Léman, où ils commencent à reconstruire leur collection. Il crée au Rocher un atelier particulier où il invite de jeunes artistes de l'avant-garde européenne d'après-guerre à vivre et à travailler, souvent pendant plusieurs mois d’affilée. Theodor Ahrenberg est décédé le 21 juin 1989 à l'âge de 77 ans à Vevey.

## La première collection
La première collection Ahrenberg est en son temps l’une des plus vastes collections privées de l’art occidental du XXe siècle, avec environ un millier d’œuvres emblématiques du modernisme.
Theodor Ahrenberg collectionnait des œuvres d'artistes renommés, dont Henri Matisse (1869-1954), Pablo Picasso (1881-1973), Georges Braque (1882-1963), Marc Chagall (1887-1985), Le Corbusier (1887-1965), Fernand Léger (1881-1955), Alberto Giacometti (1901-1966), Henry Moore (1898-1986), Mark Tobey (1890-1976), mais aussi des œuvres d’artistes moins établis. Selon Ulla Ahrenberg, la collection à son apogée comportait à elle seule des centaines d’œuvres de Picasso et presque toutes les sculptures de Matisse,.
Theodor Ahrenberg a également soutenu avec passion ses compatriotes scandinaves parfois controversés Carl Kylberg, Olle Bærtling, Einar Hylander, Öyvind Fahlström, Richard Mortensen, Robert Jacobsen ou Carl Fredrik Reuterswärd. Sa collection a en outre mis l’accent sur les artistes d’Europe de l’Est dont la pratique artistique était entravée par la police d’État, à l’ombre du Rideau de fer, en particulier Tadeusz Kantor (1915-1990). Le soutien ouvert de Theodor Ahrenberg à ces artistes, n’a fait qu’aggraver la tension entre lui et le milieu de l’art suédois, très conservateur à l’époque.
La valeur de la collection est aujourd’hui estimée à plus d'un milliard d'euros.

## La seconde collection
La seconde collection Ahrenberg comprend essentiellement des œuvres d’artistes invités à l’atelier du Rocher. Il s’agit principalement de Sam Francis, Christo, Lucio Fontana, Jean Tinguely, Niki de Saint Phalle, Arman, Robert Rauschenberg, Mark Tobey, Enrico Baj, Yaacov Agam et Heinrich Richter. Le caractère de la seconde collection est très différent de celui de la première, qui était marquée par le goût prononcé d’Ahrenberg pour le modernisme. Pour le critique d’art Folke Edward, la nouvelle collection « se révèle ludique, expérimentale et personnelle ; elle est subjective et spontanée, sans volonté préconçue de présenter un aperçu objectif ou qualitatif ». Au fil du temps, la deuxième collection Ahrenberg a atteint environ 6 000 objets, parmi lesquels des curiosités et des œuvres expérimentales (des assiettes, des bols, des tirelires, des cendriers ou des étiquettes de vin), toutes décorées avec originalité et fantaisie par les artistes invités au Rocher, notamment, Albert Chubac, Lars Gynning, Gérard “Imof” Imhof, Julio Zapata, Roberto Crippa, ou Alexander Kobzdej.
Après la mort de Theodor Ahrenberg en 1989, Ulla Ahrenberg a poursuivi son rôle de gardienne et d’archiviste de la collection. Leur fils, Staffan Ahrenberg, producteur et entrepreneur, est également collectionneur. Sa propre collection comporte des œuvres d’artistes européens et américains comme Richard Serra, Robert Longo, Wolfgang Tillmans, Cildo Meireles, Jenny Holzer, Martin Kippenberger ou Adrián Villar Rojas. En octobre 2012 Staffan Ahrenberg a relancé à Paris la célèbre revue d’art et de littérature Cahiers d’Art.
En septembre 2018 paraît la première monographie illustrée sur la vie de Theodor Ahrenberg et ses collections, en anglais, chez Thames & Hudson, Londres, sous le titre : Living with Picasso, Matisse and Christo: Theodor Ahrenberg and His Collections, et en suédois, chez  Arvinius + Orfeus Publishing, Stockholm, sous le titre Ett liv med Matisse, Picasso och Christo – Theodor Ahrenberg och hans samlingar.

## Principales expositions
- 1954 Nationalmuseum, Stockholm, “Modern Utländsk Konst ur Svenska Privatsamlingar” (Foreign Modern Art from Swedish Private Collections)
- 1957 Nationalmuseum, Stockholm
- 1957 Skånska Konstmuseum, Lund
- 1957 Konsthallen Helsingfors, Helsinki
- 1958 Musée des Beaux-Arts, Liège
- 1959 Kunsthaus Zürich
- 1960 Göteborgs Konstförening, Konsthallen, Gothenburg
- 1961 Frederiksberg Radhus, Copenhagen
- 1967 Salle communale de Chexbres, “aspects”
- 1977 Kunstverein für die Rheinlande und Westfalen, Düsseldorf “Der Sammler Theodor Ahrenberg und das Atelier in Chexbres. 15 Jahre mit Kunst und Künstlern. 1960–1975”
- 1987 Kunsthalle Schirn Frankfurt/Main, “Le Corbusier secret. Zeichnungen und Collagen aus der Sammlung Ahrenberg” (puis au Musée cantonal des beaux-arts de Lausanne ; Nordjyllands Kunstmuseum, Aalborg, Danemark ; Lunds Konsthall, Lund ; Museum of Finnish Architecture, Helsinki ; Pori Art Museum, Pori; et Neue Galerie, Linz)
- 1993 Göteborgs Konstmuseet (Gothenburg), “Ahrenberg Collection” (puis à Östergötlands Länsmuseum, Linköping; Museum St. Ingbert, St. Ingbert; et Musée Fondation Deutsch, Belmont-sur-Lausanne)
- 1998 Musée des Beaux-Arts de Mons, Belgium, “Hej Teto! Collection Ahrenberg”
- 1999 Palais Bénédictine (Fécamp, Région Haute-Normandie), “Collection Ahrenberg  – 50 ans d’histoire de l’art”

## Liens
Thames & Hudson
Arvinius + Orfeus Publishing

## Publications
- Monte Packham, Carrie Pilto, et al. Living with Picasso, Matisse and Christo: Theodor Ahrenberg and His Collections, Thames & Hudson, Londres, 2018
- Ahrenberg, Theodor, Jag har ju ändå en Picasso. Memoarer av Teto Ahrenberg, utmanaren, konstsamlaren, mecenaten, Ulla Ahrenberg and Folke Edwards (eds.), Walhström & Widstrand, Stockholm, 1993
- Ahrenberg, Theodor and Ulla: Le Corbusier Secret. Dessins et collages de la collection Ahrenberg, Lausanne, Vevey, 1987
- aspects, 5 ans d’activités à l’atelier du Rocher Chexbres (exh. cat.), Salle communale de Chexbres, 1967
- Billeter, Erika (ed.), Dessins et collages de la collection Ahrenberg, Kunsthalle Schirn, Frankfurt/Main, 1987
- Catalogue of Forty-Nine Bronzes by Matisse. The Property of Mr. and Mrs Theodor Ahrenberg of Stockholm, Sotheby & Co., Londres, 1960
- Collection Ahrenberg. 50 ans d’histoire de l’art (exh. cat.), Palais Bénédictine, Fécamp, 1999
- Edwards, Folke, and Lindqvist, Gunnar, Ahrenberg Collection (exh. cat.), Göteborgs Konstmuseum, Gothenburg, et Östergötlands Länsmuseum, Linköping, 1993
- Galérie Denise René, Mes anneés 50, Galérie Denise René, Paris, 1988
- Hering, Karl-Heinz (ed.), Der Sammler Theodor Ahrenberg und das Atelier in Chexbres. 15 Jahre mit Kunst und Künstlern 1960–1975 (exh. cat.), Kunstverein für die Rheinlande und Westfalen, Düsseldorf, 1977
- Hering, Karl-Heinz (ed.), Heinrich Richter. Gemälde, Aquarelle, Zeichnungen 1961–1978 (exh. cat.), Kunstverein für die Rheinlande und Westfalen, Düsseldorf, 1978
- Hering, Karl-Heinz (ed.), Heinrich Richter. Illustrationen zur Blechtrommel von Günter Grass. Zeichnungen zu Les Neuf Muses (Die Mädchen von Chexbres) (exh. cat.), Kunstverein für die Rheinlande und Westfalen, Düsseldorf, 1969
- Hej Teto! Collection Ahrenberg (exh. cat.), Musée des Beaux-Arts de Mons, Belgique, 1998
- Paletten, no. 3, 1959
- Richter, Heinrich, Les Neuf Muses, Editions Forces Vives, Paris et Genève, 1968
- Richter, Tilo: “Dabei sein in der Küche der Kunst. Theodor Ahrenberg im Porträt”, Frankfurter Allgemeine Sonntagszeitung, 17 avril 2011, page 57

## Films
- Friberg, J. P. Morgan (dir.), In the Name of Art. A Portrait of Theodor ‘Teto’ Ahrenberg, Collector and Patron Devoted to Artists and their Art, Göteborgs Konstmuseum, Göteborg, et Östergötlands Länsmuseum, Linköping, 1990
- Törnvall, Clara (dir.), Konstsamlaren och katastrofen (The Art Collector and the Tragedy), SVT Play, 2017